# Heterospathe dransfieldii
Heterospathe dransfieldii är en enhjärtbladig växtart som beskrevs av Edwino S. Fernando. Heterospathe dransfieldii ingår i släktet Heterospathe och familjen Arecaceae. Inga underarter finns listade i Catalogue of Life.